# Szamil Abbiasow
Szamil Erfanowicz Abbiasow (ros. Шамиль Эрфанович Аббясов, ur. 16 kwietnia 1957 w Arawanie w Kirgiskiej SRR) – kirgiski lekkoatleta, specjalista skoku w dal i trójskoku, halowy mistrz Europy.
Zdobył złoty medal w trójskoku na halowych mistrzostwach Europy w 1981 w Grenoble, wyprzedzając Klausa Küblera z Republiki Federalnej Niemiec i Astona Moore’a z Wielkiej Brytanii. Ustanowił wówczas nieoficjalny halowy rekord świata wynikiem 17,30 m (IAAF nie uznawała w tym czasie oficjalnych rekordów świata w hali). Na tych samych mistrzostwach Abbiasow wywalczył brązowy medal w skoku w dal, przegrywając tylko z Rolfem Bernhardem ze Szwajcarii i Antonio Corgosem z Hiszpanii.
Zajął 2. miejsce w skoku w dal w finale pucharu Europy w 1981 w Zagrzebiu oraz 3. miejsce w tej konkurencji w zawodach pucharu świata w 1981 w Rzymie. Wystąpił w skoku w dal na mistrzostwach Europy w 1982 w Atenach, ale odpadł w kwalifikacjach.
Abbiasow był mistrzem Związku Radzieckiego w skoku w dal w 1980.
Rekordy życiowe Abbiasowa:
- skok w dal – 8,16 m (2 sierpnia 1981, Leningrad)
- skok w dal (hala) – 8,09 m (8 lutego 1985, Moskwa)
- trójskok – 17,27 m (15 maja 1983, Taszkient)
- trójskok (hala) – 17,30 m (21 lutego 1981, Grenoble)

Jego żoną jest Tatjana Kołpakowa, mistrzyni olimpijska z 1980 w skoku w dal. Mają troje dzieci.